# Vigarolo
Vigarolo è un centro abitato d'Italia, frazione del comune di Borghetto Lodigiano.
Al censimento del 21 ottobre 2001 contava 82 abitanti.

## Geografia fisica
La località è sita a 68 m sul livello del mare; si trova nelle vicinanze del fiume Lambro, ad ovest del capoluogo comunale, in direzione di Graffignana.

## Storia
Già denominata Vicus Airoli, la località venne citata nel testamento di Ariberto da Intimiano del 1034. In seguito appartenne alla famiglia milanese dei Rho, poi vi ebbero proprietà i Cadamosto, i Figliodoni, i Covio ed altri.
Nel 1825 la località fu visitata dall'arciduca Francesco Carlo e dall'arciduchessa Sofia, ospiti del nobile Maurizio Ghisalberti.

## Monumenti e luoghi d'interesse
Il maggiore monumento del borgo è la villa Ghisalberti Nocca, in stile neoclassico, costruita nel 1849 su progetto di Afrodisio Truzzi.
Di qualche interesse è anche l'oratorio della Natività di San Giovanni Battista, fatto costruire nel 1752 dal conte Giovanni Battista Merlini in sostituzione di un precedente luogo di culto.